# Pavillon noir (jeu de rôle)
Pour les articles homonymes, voir Pavillon noir.
Pavillon Noir est un jeu de rôle de pirates portant en particulier sur la piraterie dans les Caraïbes à son âge d'or. Il a été écrit par Renaud Maroy, d'abord sous forme de jeu amateur disponible gratuitement sur l'internet en 2000, puis édité par Black Book Éditions en 2004 dans une forme remaniée. Une version révisée est parue en 2006.
En 2013, l'éditeur lance une campagne de financement participatif pour la publication d'une deuxième version, la livraison étant prévue pour 2014. Le projet prend du retard et est finalement livré en 2018.

## Principales caractéristiques

### Période historique concernée et thématiques du jeu
La période durant laquelle se déroulent les parties de Pavillon Noir s'étend entre le XVe et le XIXe siècle, couvrant le début des grandes découvertes et la fin de l'âge d'or de la piraterie dans les Caraïbes. Le jeu distingue quatre grandes subdivisions : l'époque des aventuriers (XVIe siècle), celles des flibustiers puis corsaires (XVIIe siècle), et enfin l'époque des pirates (XVIIIe siècle).
Outre les aventures maritimes et les explorations dans le nouveau monde, Pavillon Noir permet de jouer des parties tout à fait terrestres, de type « cape et d'épée ». La palette des métiers proposés au personnage comprend en effet aussi bien des mousquetaires et assassins politiques que des marins, négriers ou encore guerriers aztèques.
Une grande importance y est accordée aux aventures maritimes, qui font en elles-mêmes l'objet d'un supplément considéré comme le second livre de règles, À feu et à sang. L'accent y est mis sur le réalisme, mais rien n'empêche cependant le maître de jeu de donner une tournure plus cinématique à ses aventures.

### Description des règles
Pavillon Noir est un jeu de rôle utilisant un système à compétences doublé d'un système narratif, avec expérience s'appliquant directement aux diverses compétences utilisées et déterminant individuellement l'évolution de ces dernières. La création de personnage, assez détaillée, permet la mise en place de ces différents talents. Le joueur, en choisissant le métier de base et les événements de la jeunesse de son personnage, va déterminer les compétences qui seront les plus importantes pour lui dès le début du jeu. Un système d'avantages et défauts est également présent.
Pour les résolutions d'actions, Pavillon Noir utilise un système se traduisant par l'équation « Efficacité F Facilité ». Ainsi, la réussite d'une action dépend de l'efficacité de l'acteur (moyens, méthodes et connaissances mises en œuvre pour réussir, se traduisant par un jet de dés) et de la facilité de l'action (chances de réussite, se traduisant par un nombre fixe ; plus celui-ci est élevé, plus l'action est facile à réaliser). Ainsi, un jet de 3F5 désigne la nécessité de lancer 3 dés dont les résultats doivent être dans le meilleur des cas inférieurs ou égaux à cinq. Les résultats remplissant ce dernier critère sont considérés comme étant des « réussites ». Les nombres de l'efficacité comme de la facilité sont modulés par une charte angoumoise propre à Pavillon Noir.
Ce système est utilisé aussi bien pour l'utilisation des compétences que pour les combats, ainsi que pour la plupart des autres actions.
Le jeu dispose également d'un système d'actions groupées, permettant de faire agir simultanément tout un groupe de personnage, par exemple lors d'un abordage. Celles-ci se basent sur des compétences de groupe.

## Publications
Outre le manuel de base Pavillon Noir : La révolte, plusieurs extensions sont parues à ce jour:
- À feu et à sang, qui traite entre autres des règles de combat naval.
- L'art de l'escrime, pour jouer un habile escrimeur.
- Entre Ciel et Terre, concernant les aspects mystiques et fantastiques des Caraïbes, ainsi que les peuplades indigènes.
- Les cinq Soleils, première campagne du jeu Pavillon Noir, faisant voyager les personnages dans différents recoins du Spanish Main, côtoyant ou affrontant les pirates qui y vivent.

## Sources
- Renaud Maroy, Pavillon Noir : La révolte, Black Book Editions, 2006,  (ISBN 2-915847-00-2).